# Гравці (телесеріал, 2022)
«Гравці» (англ. Players) — американський псевдодокументальний телевізійний серіал, створений Деном Перро та Тоні Ясендою. У ньому розповідається про вигадану професійну кіберспортивну команду League of Legends, яка потрапляє на свій перший чемпіонат після років викликів і душевного болю. Головні ролі в серіалі зіграли Міша Брукс і Да'Жур Джонс, прем'єра відбулася 16 червня 2022 року на Paramount+.

## Синопсис
Серіал розповідає про вигадану професійну кіберспортивну команду League of Legends, яка потрапляє на свій перший чемпіонат після років викликів і душевного болю. Щоб перемогти, їм знадобиться змусити працювати разом їх 17-річного новачка-вундеркінда і 27-річного ветерана.

## Акторський склад і персонажі

### Головний каст[2]
- Міша Брукс — Кремчіз
- Да'Жур Джонс — Організм
- Елі Генрі[en] — Кайл Брекстон
- Но Тон Хьон
- Йонбін Чон
- Майкл Ан

### Додатковий каст[1]
- Голлі Чоу
- Стівен Шнайдер[en]
- Пітер Турнвальд
- Мозес Сторм
- Алекса Мансур
- Люк Тенні
- Ден Перро

## Виробництво

### Розробка
27 серпня 2021 року було оголошено, що Paramount+ працює над новим комедійним серіалом в стилі мок'юментарі, яка досліджуватиме світ кіберспорту, під назвою Гравці. Шоу створено співавторами серіалу Американський вандал Деном Перро та Тоні Ясенда, обидва з яких також будуть виконувати функції виконавчих продюсерів, Тоні також буде режисером. Це спільне виробництво League of Legends Riot Games, 3 Arts Entertainment, Brillstein Entertainment Partners, Funny Or Die і CBS Studios.

### Кастинг
1 лютого 2022 року був опублікований перший погляд на серіал. На перших промо були актори Міша Брукс та Да'Джор Джонс у ролі їхніх персонажів, Кремчіз та Організм. Також були представлені актори Но «Стріла» Тон Хьон, Майкл «Міко» Ан та Йонбін Чон, які доповнюють основну команду гравців. За місяць було оголошено, що Елі Генрі приєднався до акторського складу в ролі тренера Кайла. 9 травня 2022 року стало відомо, що Голлі Чоу, Стівен Шнайдер, Пітер Турнвальд, Мозес Сторм, Алекса Мансур, Люк Тенні та співавтор серіалу Ден Перро приєдналися до акторського складу серіалу.

## Вихід
Прем'єра серіалу відбулася 16 червня 2022 року на Paramount+. Перший сезон складається з десяти серій.